# 推手 (映画)
『推手』（すいしゅ）はアン・リー（李安）の監督デビュー作で、1991年製作の台湾・米国合作映画。『ウェディング・バンケット』『恋人たちの食卓』とともに「父親三部作」をなす。
VHS邦題は『プッシング・ハンズ 〜わが心のニューヨーク〜』、DVD邦題は劇場公開邦題と同じ『推手』である。

## 配役
| 役名                               | 俳優                       | 日本語吹替 |
| ---------------------------------- | -------------------------- | ---------- |
| 朱（ジュー）老人（朱老）           | ラン・シャン（郎雄）       | 久米明     |
| 陳（チェン）夫人（陳太太）         | ワン・ライ（王莱）         | 谷育子     |
| アレックス（朱暁生）               | ワン・ボーチャオ（王伯昭） | 星野充昭   |
| マーサ（馬莎）                     | デブ・スナイダー           | 土井美加   |
| ジェレミー（朱傑米）               | ハーン・リー（李涵）       | 矢島晶子   |
| リンダ（琳達）                     | ファニー・デ・ラス         |            |
| 中華街のレストランの店長（黄老板） | 王洪彰                     |            |
| 新老師                             | 郭靜子                     |            |
| 趙先生                             | James Lou                  |            |
| 張厨                               | 殷亮                       |            |
| 錢厨                               | 陳哲民                     |            |
| 小李                               | 黎拔佳                     |            |
| 小呉                               | ピーター・リー（李巨源）   |            |
| 小王                               | 趙斌                       |            |
| 陳怡茜                             | エミリー・リュウ（劉怡明） |            |
| 依依                               | 楊穎涵                     |            |